# Santa María del Berrocal
Santa María del Berrocal ist ein zentralspanischer Ort und eine Gemeinde (Municipio) mit 382 Einwohnern (Stand: 2024) in der Provinz Ávila in der Autonomen Region Kastilien-León. Zur Gemeinde gehören neben dem Hauptort Santa María de Berrocal die Ortschaften Navahermosa de Corneja und Valdemolinos.

## Lage und Klima
Santa María del Berrocal liegt auf der Ostseite der Sierra de Gredos am südlichen Rand der Provinz Ávila in einer Höhe von ca. 1050 m. Der Río Corneja begrenzt die Gemeinde im Süden. Die Entfernung nach Ávila beträgt knapp 75 km (Fahrtstrecke) in ostnordöstlicher Richtung. Das Klima ist gemäßigt bis warm; der Regen (ca. 817 mm/Jahr) fällt mit Ausnahme der trockenen Sommermonate übers Jahr verteilt.

## Bevölkerungsentwicklung
| Jahr      | 1970 | 1981 | 1991 | 2001 | 2011 | 2021 |
| Einwohner | 1158 | 857  | 712  | 535  | 450  | 373  |

## Sehenswürdigkeiten
- Kirche Mariä Himmelfahrt
- Christuskapelle
- Kapelle der Unbefleckten Empfängnis

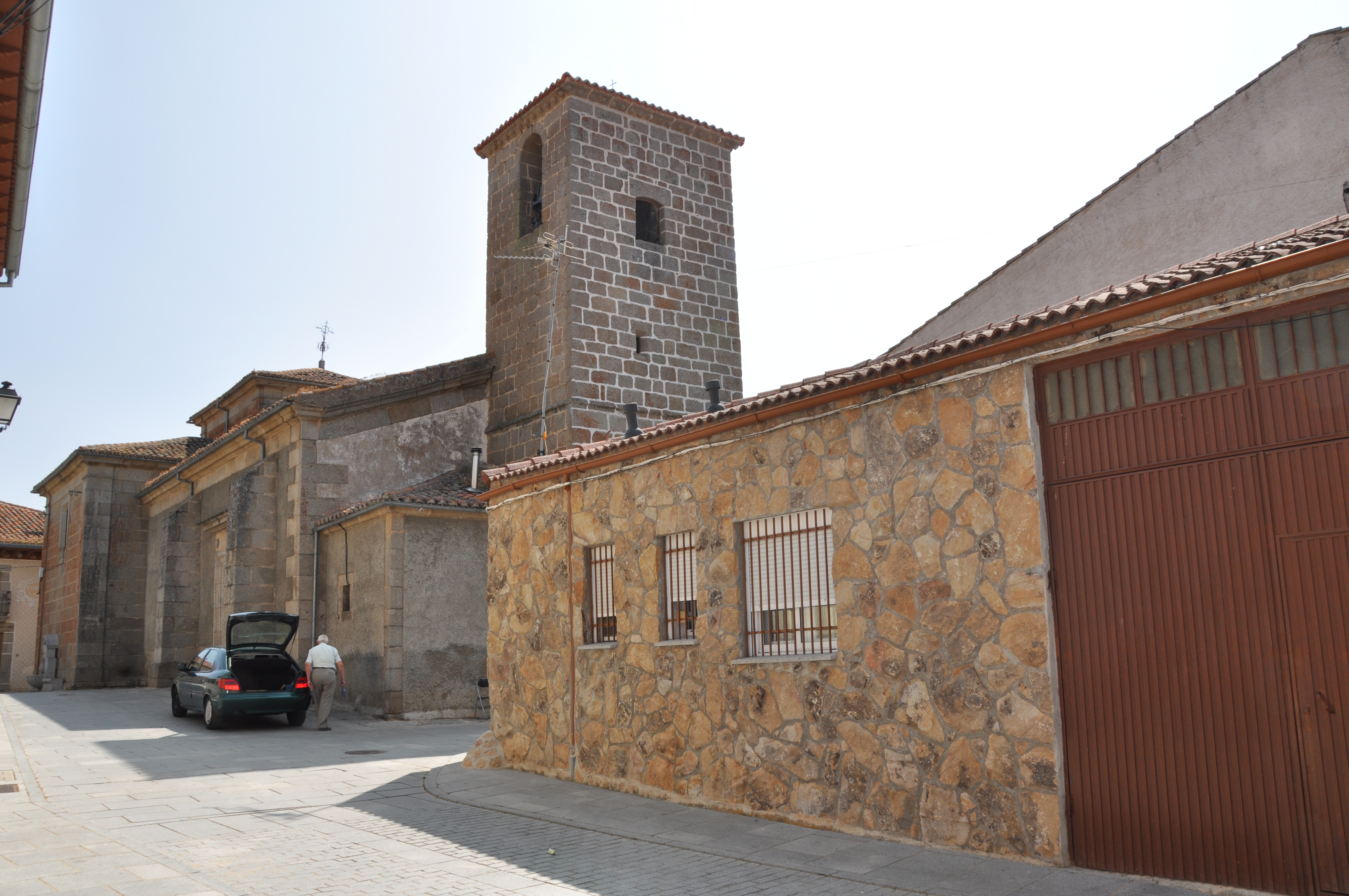
Kirche Mariä Himmelfahrt
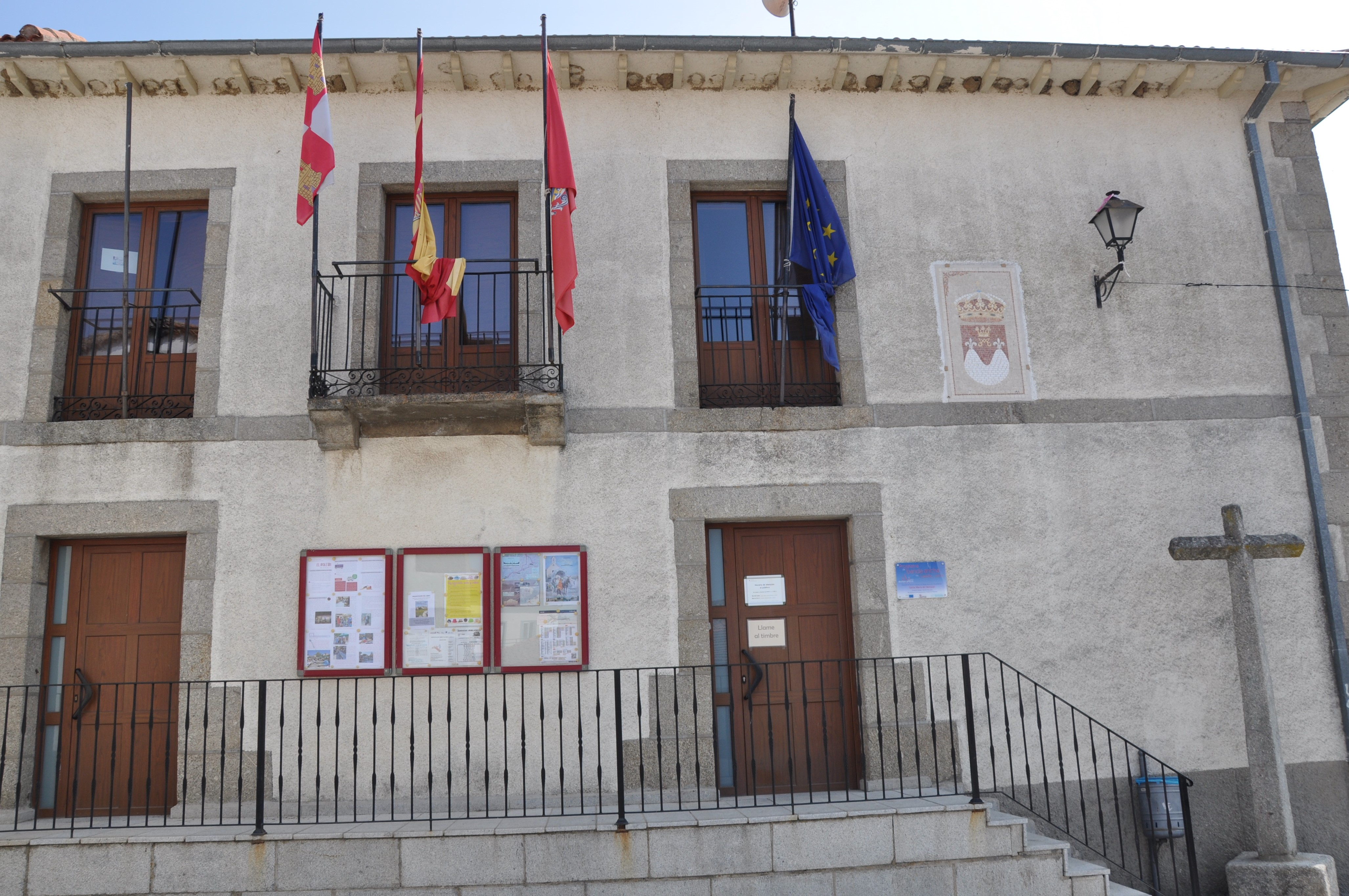
Rathaus